# 라 부르데지에르성

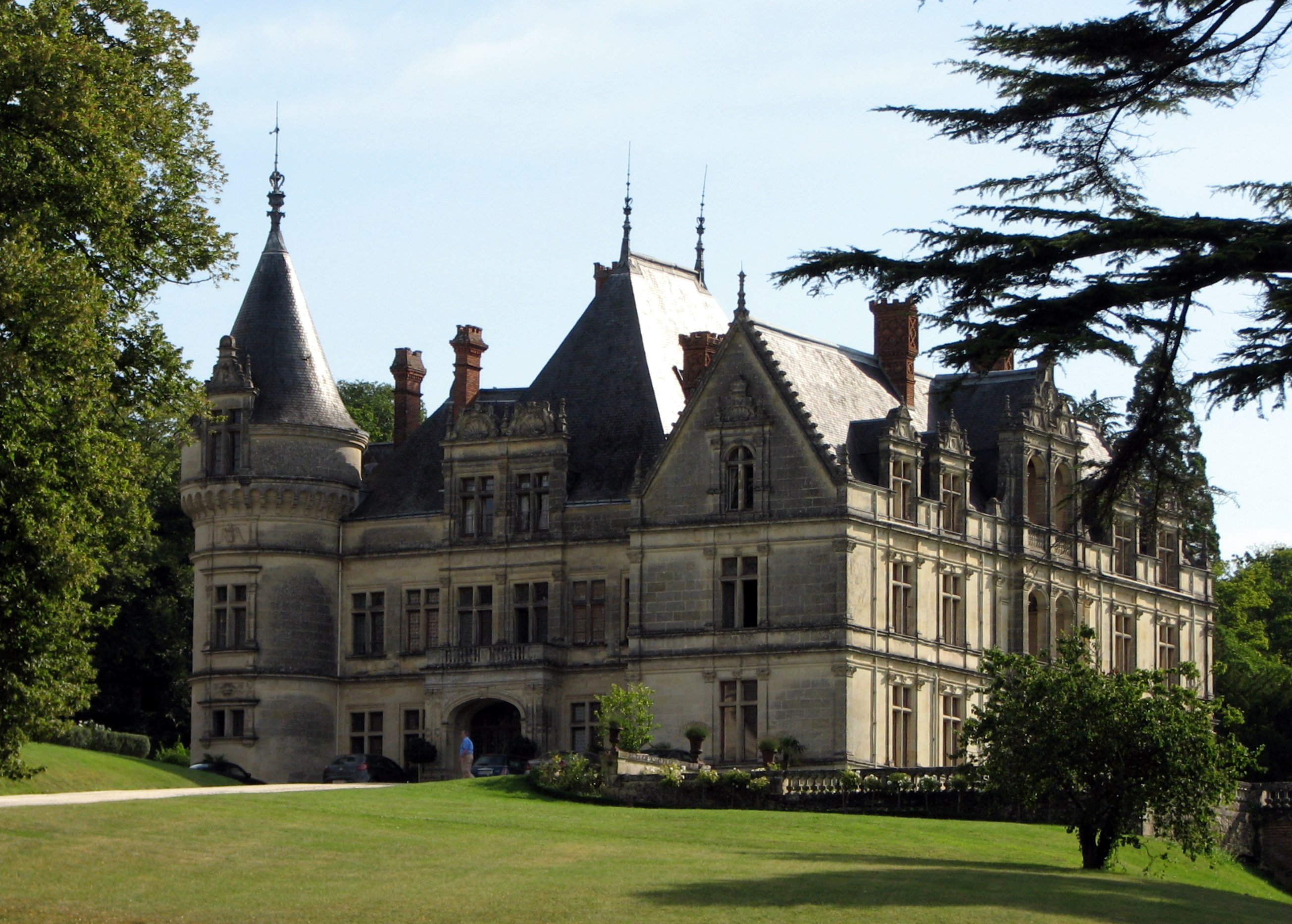

라 부르데지에르 성(프랑스어: Château de la Bourdaisière)은 프랑스 상트르의 앵드르에루아르주, 몽루이쉬르루아르의 남동부 시골에 위치한 성이다. 르네상스 건축 양식에 의해 지어졌다.

## 역사
14세기에는 아직 성은 없었고 장 맹그르(Jean ler le Meingre)에게 속한 요새만이 있었다. 15세기에 이 요새의 소유주가 몇 번 변하여 니콜라 고댕(Nicolas Gaudin)에게 속하게 된다. 

1510년 4월 28일 프랑수아 1세의 지배인인 필베르 바부(Philbert Babou)가 마리 고댕(Marie Gaudin)과 이 요새에서 결혼하게 되면서 이 요새의 주인이 된다. 그는 1520년 이곳에 새로운 성의 구조물을 축조하는데, 이것은 오늘날까지 이 성에서 남아 있는 유일한 중세 시대 건축물이다. 

17세기 이후, 성의 행정 구역은 앵드르에루아르 주의 륀에 편입되었다가, 당시 은퇴하여 앙부아에 살고 있던 에티엔 프랑수아 드 슈와즐(Étienne François de Choiseul)에 의하여 앙부아에 편입된다. 슈와즐은 라 부르데지에르 성을 철거할 것을 명령하였는데, 철거 후에 남은 돌들을 이용하여 샹틀루프 성을 축조하기 위함이었다. 이에 의해 라 부르데지에르 성의 일부분이 철거되었다. 

1786년 이 철거된 성은 팡티에브르 부르봉의 루이즈 아델라이드(Louise Adélaïde)에게 매각되었다가, 1802년 바롱 죠셉 앙줄리에(Baron Joseph Angelier)에게 매각되었다. 앙줄리에는 이 철거된 성에 다시 대대적인 공사를 수행하여 성을 축조하였는데, 인테리어 공사는 그의 아들 구스타브 앙줄리에(Gustave Angelier)에 의해 완료되었다. 이후 라 부르데지에르 성은 부유한 귀족들이나 왕들이 세운 거대한 성들보다는 작지만, 프랑스식의 정원을 갖춘 르네상스 건축 양식으로 주목받고 있다. 

1923년부터 1938년까지 이 성은 부유한 미국인인 드 메린빌(de Mérinville) 부부에게 속하였고, 제2차 세계 대전 당시 독일의 나치가 이 성을 차지하였다. 1959년 이 성에 속한 물품들은 경매로 모두 팔려나갔고 건축물은 프랑스에서 노인들을 위한 집으로 바꾸었다. 

그러나 1988년 다시 프랑수아 미쇼(François Michaud)에게 팔려 1991년까지 그에게 속하였다가, 드 브로이의 가문이 소유권을 가지게 되어 오늘날까지 이른다. 이 성을 매수한 루이 드 브로이는 성의 건축물에 대한 개선과 현대화를 실시하였고, 2003년 폭스 방송의 방송 프로그램 조 밀리어네어에 소개된 이후 북아메리카 사람들의 큰 관심을 받게 되었다.